# 吉利莲
吉利莲（Guylian) 是比利时的一個巧克力品牌和制造商。该公司由Guy Foubert于1958年在比利時圣尼克拉斯創辦，现在由韩国樂天健康食品所拥有。

## 外部鏈接
- Guylian USA （页面存档备份，存于）
- Guylian website worldwide （页面存档备份，存于）
- Guylian Belgian Chocolate Café （页面存档备份，存于）
- Lotte 美國國會圖書館的存檔，存档日期2005-09-09
- Guylian Taiwan （页面存档备份，存于）